# Henri Dayeneux
Henri-Joseph Dayeneux (Blier, 17 april 1799 - Durbuy, 23 mei 1835) was lid van het Belgisch Nationaal Congres.

## Levensloop
Dayeneux was de zoon van Henri-Louis Dayeneux (1764-1814) en Marie-Antoinette de Blier (1755-1832). Hij trouwde met Anne Thonus (1800-1879).
Van Dayeneux werd als beroep 'regisseur' vermeld. Het is goed mogelijk dat hij regisseur van waters en bossen was, hetzij voor de overheid, hetzij voor grootgrondbezitters, of voor beide.
Van 1826 tot 1830 was hij lid van de provinciale staten van Luxemburg. In oktober 1830 werd hij als plaatsvervangend lid verkozen voor het Nationaal Congres, door de kiezers van het arrondissement Marche. Hij zetelde onmiddellijk als effectief, door het feit dat de verkozen Jean-Baptiste Nothomb verkoos te zetelen namens het arrondissement Aarlen, waar hij ook verkozen was.
Dayeneux nam deel aan de stemming van 18 november die de onafhankelijkheidsverklaring van België goedkeurde. 's Anderendaags diende hij ontslag in. De reden hiervoor was dat er veel onrust heerste in zijn arrondissement en dat onder meer aanzienlijke bosbranden waren gepleegd, die dreigden nog verder uitbreiding te nemen. Zijn aanwezigheid ter plekke was dringend vereist.
Twee dagen lidmaatschap: dit is wel de kortste aanwezigheid geweest in het Nationaal Congres.